# Florian Ghimpu
Florian Ghimpu (n. 7 iunie 1977, Pitești, România) este un actor român de film, teatru și prezentatorul TV al emisiunii Copiii spun lucruri trăsnite și al emisiunii Să crezi în Moș Crăciun. Printre proiectele la care a luat parte se numără producția Pixar/Disney Mașini, pentru care a dublat vocea lui Fulger McQueen în limba română; serialul Monștri la muncă, la care a dublat vocea lui Mike Wazoski în română și Detonatorul (2006, alături de Wesley Snipes și Silvia Colloca), Azucena - Îngerul de abanos (2004) și Dulcea saună a morții (2003).

## Dublaje
- Mașini - Fulger McQueen (voce) (Disney Channel)
- Mașini 2 - Fulger McQueen (voce) (Disney Channel)
- Mașini 3 - Fulger McQueen (voce) (Disney Channel)
- Viața în acvariu - Peștele Milo (voce) (Disney Channel)
- Magicienii din Waverly Place - Alucard van Heusen (voce) (Disney Channel)
- Magicienii din Waverly Place: Filmul
- Mulan - Shang (voce) (Disney Channel)
- Ratatouille - (Alfredo Linguini) (voce)
- Skatenini și dunele de aur (Evere) (voce)
- Pallastrike pe Insula Paștilor (Mike) (voce)
- Zâmbește și du-te și bifuoco brazier - (Nedeb) (voce)
- Straspeed în lumea nebună - (Billy este chipeș) (voce)
- Kick Buttowski - Brad Buttowski (voce) (Disney Channel)
- Răpirea tatălui - Neil Morris (voce) (Disney Channel)
- Megamind - Lordul Scott (voce)
- Deasupra tuturor - Crainicul (voce) (Disney Channel)
- Prințesa și broscoiul - Prințul Naveen (voce)
- Baftă Charlie - Domnul Walsh (voce) (Disney Channel)
- Totul pentru dans - Phil (voce) (Disney Channel)
- Renașterea lui Pete - Pete Ivey (voce) (Disney Channel)
- Phineas și Ferb - Jeremy, Buford (voce) (Disney Channel)
- Exaltații - Reef (voce) (Disney Channel)
- Strumpfii 3D - Patrick (voce)
- Mămici pentru Marte - (voci adiționale) (Disney Channel)
- Madagascar - Alex (voce)
- Madagascar 2 - Alex (voce) (Dreamworks)
- Madagascar 3 - Alex (voce) (Dreamworks)
- Kung Fu Panda - Zeng (voce) (Dreamworks)
- Kung Fu Panda 2 - voci adiționale (Dreamworks)
- Monștri contra Extratereștri - Derek
- 101 Dalmațieni - câinele labrador
- Toy Story - Dl. Alfabet (Disney Channel)
- Toy Story 2 - Extratereștrii (Disney Channel)
- Toy Story 3 - voci adiționale (Disney Channel)
- Winnie de Pluș - voci adiționale (Disney Channel)
- Shrek pentru totdeauna - voci adiționale
- Felinele 3: O lume nouă - Vikram (Disney Channel)
- Hercule - Hercules (TVR1)
- Ra.One - Shekhar (TVR1)
- Dincolo de hotarul grădinii - voci adiționale (Cartoon Network)
- Cățelul blogger - Bennett James (voce) (Disney Channel)
- Medici pentru eroi - Titanio, Căpitanul Atomic (voce) (Disney Channel)
- Crash & Bernstein - Karl Bernstein (voce) (Disney Channel)
- Austin & Ally - Jett Deely, Miami Mack (voce) (Disney Channel)
- Liv și Maddie - Johnny Nimbus (voce) (Disney Channel)
- Alisia, care știe totul - Istinox Puper (voce) (TVR 1, Minimax)